# Esenbeckia gracilipalpis
Esenbeckia gracilipalpis är en tvåvingeart som beskrevs av Chainey och Hall 1996. Esenbeckia gracilipalpis ingår i släktet Esenbeckia och familjen bromsar.
Artens utbredningsområde är Bolivia. Inga underarter finns listade i Catalogue of Life.